# Кознарський Мирослав
Кознарський Мирослав (12 квітня 1912, Сянки, Австро-Угорщина — 3 квітня 1983, Нью-Джерсі, США) — український письменник-мемуарист, редактор, громадський діяч.

## Життєпис
Народився 12 квітня 1912 року у селі Сянки (Королівство Галичини та Володимирії, Австро-Угорщина, нині — Самбірського району Львівської області, Україна). 
Закінчив Українську державну чоловічу гімназію у Перемишлі, брав активну участь в освітньому житті. 
У 1932 році вступив до ОУН, боровся за Карпатську Україну. 
Перебував у таборах ДП. 
У 1950 році емігрував до США, перебував у Рочестері, потім Нью-Джерсі. Був редактором «Кооперативної думки». Помер 3 квітня 1983 року у Нью-Джерсі, похований на цвинтарі св. Андрія в Саут-Баунд-Бруку.
Автор спогадів «На стежках історичних подій».